# Bonneuil-en-France
Bonneuil-en-France é uma comuna francesa na região administrativa da Ilha de França, no departamento do Vale do Oise. Estende-se por uma área de 4.71 km². Em 2010 a comuna tinha 1 103 habitantes (densidade: 234,2 hab./km²).